# Brodec (zámek)
Brodec je zámek ve stejnojmenné vesnici v okrese Louny. Postaven byl v polovině šestnáctého století, ale dochovaná podoba je výsledkem barokní přestavby ve druhé polovině sedmnáctého století a pozdějších úprav. Stojí v areálu hospodářského dvora v západní části vesnice.

## Historie
Prvním panským sídlem v Brodci byla tvrz postavená pravděpodobně okolo roku 1549 za Jiříka Jana Kuneše z Lukovec. v roce 1580 panství koupil Adam Hruška z Března a na Cítolibech, který zemřel roku 1581. Jeho synové panství dlouho spravovali společně. Rozdělili se o něj až v letech 1596–1597 a Brodec připadl nejstaršímu Jan Hruškovi, který ho prodal Anežce, manželce Kryštofa mladšího Šlika. Roku 1604 od ní vesnici získal Volf Bernart Fictum z Egerberka a o čtyři roky později ji prodal Jáchymu Jindřichovi Štensdorfovi ze Štensdorfu, kterému byla zkonfiskována za účast na stavovském povstání.
V roce 1624 panství koupil Jan Reinhard Hildebrandt a po něm jej zdědil syn František Emanuel, od kterého třicetiletou válkou zdevastovanou tvrz v roce 1651 koupil zemský sudí Albrecht Kryštof Hložek ze Žampachu. Ten nechal zchátralou tvrz obnovit a přistavěl k ní hospodářské zázemí včetně pivovaru a ovčína. O pět let později však panství prodal Kašparu Felixovi Manubiovi de Mantua (podle Augusta Sedláčka to byl Karel Šťastný Manerbio).
V roce 1659 vesnici koupil Jiří z Donína a od něj ještě téhož roku Markéta Blandina z Cron, manželka Arnošta ze Schützenu, která nechala tvrz přestavět na barokní zámek. Jejich potomkům panství patřilo do roku 1721, kdy jej dědictvím získal Karel Daniel Pachta z Rájova a Pachtům zůstalo až do roku 1797. Tehdy je Arnošt Karel Pachta z Rájova prodal Jakubu Wiemerovi z Wiemmersberka. O pět let později panství koupil kníže Josef II. ze Schwarzenbergu. V té době již zámek nesloužil jako sídlo vrchnosti. Schwarzenbergové ho však nechali upravit v klasicistním slohu a použili ho jako obydlí pro své úředníky. Po pozemkové reformě z přilehlého hospodářského dvora vznikl zbytkový statek a od roku 1950 celý areál získalo jednotné zemědělské družstvo. Při mladších úpravách zanikly všechny prvky umělecké výzdoby, a ze zámku se stala prostá jednopatrová budova s obdélným půdorysem.

## Přístup
Budova zámku není volně přístupná. Přes vesnici vede cyklotrasa č. 3035 od Brlohu a Smolnice do Ročova. Jižní částí vesnice je také vedena žlutě značená turistická trasa z Divic ke klášteru v Dolním Ročově.